# 丑刻參拜

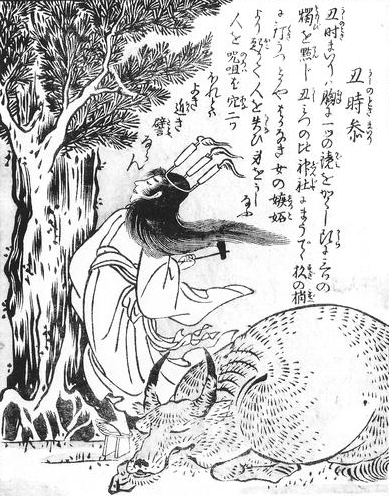
丑時参
鳥山石燕『今昔畫圖續百鬼』

丑刻参拜（丑の刻参り，うしのこくまいり）、丑時参拜（丑の時参り，うしのときまいり）是日本古來流傳，在丑刻（深夜1時至3時左右）將視為憎恨對象的藁人形釘在神社的御神木上的一種咒術。

## 概要
丑刻参拜的基本方法在江戶時代完成。
典型的是身著白裝束的女性，頭帶綁有三根蠟燭的五德（鐵輪），連夜進行釘人形的儀式，據信第七日滿願時，受詛咒的對象會死亡或儀式中被他人所見而失去效力。進行儀式的場所以京都市的貴船神社最為有名。
小道具根據鳥山石燕『今昔畫圖續百鬼』的解說，使用五寸釘、口含梳子等有小差異。参拜的時刻嚴格來說也必須是「丑三時」（深夜2:00-2:30）。

## 歷史
流傳至今的丑刻参拜的原型之一是「宇治的橋姫」，此傳說亦與貴船神社有關。根據鎌倉時代後期的屋代本『平家物語』「劍之卷」，橋姫為了咒殺嫉妒的對手，向貴船神社祈願成為鬼神，獲得達成的方法是「三七日（21日）之間、漬泡宇治川」的神託。但是，在此「劍之卷」異本之中，橋姫已有「鐵輪」、三腳火把的要素，但並無白裝束。

## 脚注
1. 1 2  三橋健. . 西東社. 2011  [2023-08-25]. ISBN 9784791618163. （原始内容存档于2023-08-25）.
2. ↑  新村, 出 (编), ,  第4, 岩波書店, 1991, ISBN 978-4-00-080101-0
3. ↑  小向, 正司. . Books Esoterica 2. 学研. 1992: 208.

## 關連項目
- 神體
- 結界